# اسکار فون میلر
اسکار فون میلر (۷ مه ۱۸۵۵–۹ آوریل ۱۹۳۴) دانشمند، مهندس و بنیانگذار موزه آلمان، موزه بزرگ تکنولوژی و علم بود.
وی در مونیخ در یک خانواده سلطنتی بایرن از آیشاخ متولد شد، او پسر بزرگ سرپرست ریخته‌گری سنگ سلطنتی در مونیخ فردیناند فون میلر (۱۸۱۳–۱۸۸۷) و همسرش آنا پاسل (۱۸۱۵–۱۸۹۰) بود. اسکار در سال ۱۸۸۴ با ماری سیتز که یک نقاش بود ازدواج کرد و با او صاحب هفت فرزند شد که دو تن از آنها در طفولیت فوت کردند. برادر او بارون فردیناند فون میلر (جوان)، سنگ‌تراش و مدیر آکادمی هنرهای زیبا، مونیخ بود. با ارتقاء پدرش به اشراف بایرن در تاریخ ۱۲ اکتبر سال ۱۸۷۵ نام خانوادگی آنها در ۳۰ دسامبر همان سال بر روی کتیبه فهرست اشراف پادشاهی بایرن قرار گرفت.
میلر در سال ۱۹۳۴ در موزه آلمان به علت حمله قلبی، چند ماه پس از مرگ تصادفی همسرش فوت کرد. او کنار کلیسا در گورستان نئوهاوسن (Neuhausen) مونیخ سپرده شد.

## سوابق و مسئولیت
- رئیس انجمن مهندسین آلمان
- عضو هیئت صلح از سال ۱۹۱۹ در ورسای به عنوان مشاور فنی

اسکار فون میلر نویسنده کتاب‌های متعددی در موضوعات تخصصی است.